# Szécsi Ferenc (költő)
Szécsi Ferenc, Schwarcz Smuel (Tiszapüspöki, 1892. április 29. – 1941 és 1947 között) költő, műfordító.

## Élete
Schwarcz Adolf (1858–1922) kereskedő és Wachsmann Júlia (1860–1920) fiaként született. Schwarcz családi nevét édesapjával együtt 1900-ban változtatta Szécsire. Tanulmányait 1911 és 1914 között a Szolnoki Fiú Felső Kereskedelmi Iskolában végezte. Az első világháborúban teljesített szolgálatért tűzharcosi minőséget nyert, megjárta az orosz és az olasz harcteret. Doberdón olasz fogságba került és Szicília különböző fogolytáborait végigjárta (Carini, Palermo megye). Hadifogsága alatt írta az Addio Signorina című kötetének verseit.
Olasz műfordításait Napraforgó c. kötetében adta ki 1924-ben, mely verseskötetéről a következőket írta a 8 Órai Ujság: "A tiszta, derűs és halk szerelem poétája Szécsi Ferenc, kinek  most jelent meg második verseskötete Napraforgó címmel. A kötetnek félszáznál több verse hü kifejezője az ifjúság százféle hangulatának, melyek így művészi formába öntve tökéletes egységét adják a szerelmen, derűn, borzongáson, csalódáson, várakozásokon átfejlődő ifjú emberi léleknek. Szécsi Ferenc lírájának igazi értéke verseinek szigorú formatartása, amiről leginkább d’Annunzio, Cardusci, Da Verona, Stecchettó olasz költők hü fordításaiban tesz bizonyságot. Szécsi Ferenc kétségtelenül elsőrangú helyet érdemel a fiatal magyar poéta-generáció sorában.

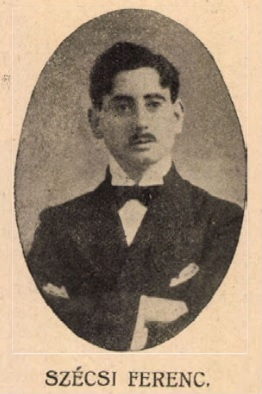
Arcképe 1924-ből az Ország-Világ c. lapban

Hegedűszóló címmel megjelent harmadik kötetét Paganini szellemének ajánlotta. 1928-ban L. Chique Arab tangót írt a verseire.
Kutatási területei az olasz–magyar irodalmi kapcsolatok, Petőfi Sándor olasz fordítói voltak, több olasz költő művét is lefordította magyarra. Az 1920-as évek második felében egy Modern olasz költők anthológiája című 320 oldalra tervezett köteten dolgozott, amelyhez Gabriele D’Annunzio, Filippo Tommaso Marinetti, Giovanni Papini, Mario Carrera és mások verseit ültette át magyarra. A 60 költő verseit tartalmazó kötettel 1931-re készült el. Áprilisban a Corvin Mátyás Társaság ülésén négy műfordítását olvasta fel nagy sikerrel, az elnöklő Radó Antal Szécsi Ferencben a saját műfordítói munkásságának hivatott folytatóját üdvözölte. Antológiájával Herczeg Ferenc is foglalkozott, ám a kiadók nem vállalták a megjelentetés kockázatát, mondván "Ki olvas ma verseket?"
1930. december 11-én Budapesten, a Terézvárosban házasságot kötött a nála 12 évvel fiatalabb, sárvári születésű Király Matild Paulinával, Király János és Róth Matild lányával. A menyasszony esküvői tanúja Vadnai Henrik, a Pesti Napló igazgatója volt. Szécsi ekkor a Pester Lloyd főtisztviselőjeként dolgozott. Az 1937-es olasz királylátogatás alkalmával Rozsnyay Sándor operettkomponista olasz-magyar indulót szerzett, amelynek magyar szövegét Szécsi Ferenc, olasz szövegét pedig Renzo Ave írta.
Szécsi Ferencet a Világosság 1947. szeptember 7-ei száma az olasz líra egyik legkiválóbb tolmácsolójaként jellemzi, aki tragikus körülmények között került a fasizmus áldozatai közé. Emlékére 1947. szeptember 5-én péntek este legszebb műfordításai hangzottak el a rádióban Majláth Mária előadásában, majd 1947. szeptember 10-én délután négy órakor Szécsi Ferenc emlékdélutánt rendezett a rádió Buday Dénes bevezetőjével, Neményi Lili, Szabó Miklós és Roósz Emil zenekarának közreműködésével.

## Művei
Első, nyomtatásban megjelent verse, a Barcarola az Új Idők című folyóirat 1922. január 22-i számában olvasható.
- Addio Signorina (versek, 1922)[23]
- Napraforgó (versek, műfordítások, 1924)[24] A kötet címlapja Bér Dezső utolsó művészi munkája.[25]
- Hegedűszóló (versek, 1925)[26]
- Gioconda-dalok (versek)